# Аннан, Эбенезер
Эбенезер Аннан (англ. Ebenezer Annan; род. 21 августа 2002) — ганский футболист, защитник клуба «Црвена звезда» и сборной Ганы.

## Клубная карьера
Аннан — воспитанник итальянского клуба «Болонья». 16 августа 2021 года в поединке Кубка Италии против «Тернаны» Эбенезер дебютировал за основной состав. 21 января 2022 года в матче против «Эллас Верона» он дебютировал в итальянской Серии A. В 2022 году Аннан на правах аренды выступал за «Имолезе» в Серии C. В 2023 году Эбенезер был арендован сербским «Нови-Пазар». 30 июля в матче против «Радничков» из Крагуеваца он дебютировал в сербской Суперлиге. По окончании аренды клуб выкупил трансфер игрока. Летом 2024 года Анна перешёл в «Црвену звезду». 

## Международная карьера
22 марта 2024 года в товарищеском матче против сборной Нигерии Аннан дебютировал за сборную Ганы. 